# 국제과학위원회
국제과학위원회(International Science Council, ISC)는 과학 및 사회과학 분야의 다양한 수준에서 과학단체를 통합하는 국제 비정부 기구이다. 2018년 7월 4일에 열린 총회에서 국제과학연맹위원회(ICSU)와 국제사회과학위원회(ISSC)의 합병에 의해 ISC가 탄생했고, 이러한 국제 조직 중 가장 큰 조직이 되었다.